# Notting Hill Carnival

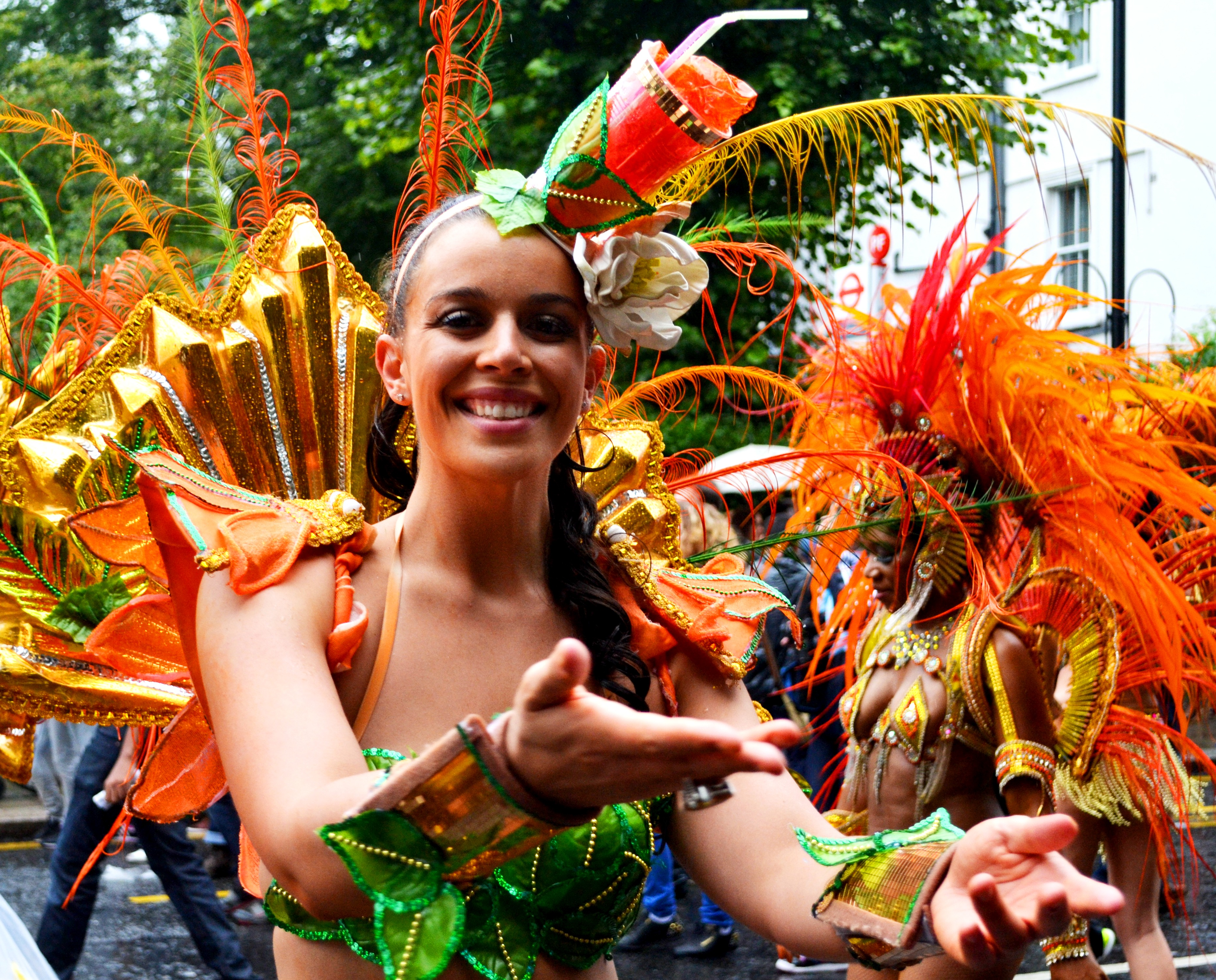
Notting Hill Carnival (2014)

Notting Hill Carnival je každoroční pouliční festival, který se koná v Londýně již od roku 1964 .

## Historie karnevalu
Jedná se o největší pouliční festival v Evropě , a druhý největší světový karneval . Akce vznikla v roce 1964 jako oslava kultury a tradic afro-karibských komunit. Karneval se koná každoročně o posledním srpnovém svátku (Late Summer Bank Holiday, August Bank Holiday), v neděli a v pondělí. Místem konání jsou ulice městské části London W11 a okolí , zvláště oblast Notting Hill se svými ulicemi Portobello Road a Ladbroke Grove. Průvod začíná a končí na Canal way, Ladbroke Grove W14.

## Průběh karnevalu
První – nedělní – den karnevalu je věnován dětem a průvodu dětí, druhým dnem (v pondělí) pak karneval vrcholí – pondělní průvod zahrnuje desítky hudebních systémů na vozech a orchestry, které jsou doprovázeny tanečníky v karnevalových úborech, maskách a krojích . Souběžně s průvodem jsou ve čtvrti rozmístěny také stabilní hudební systémy a celá čtvrť je plná stánků s jídlem a občerstvením, kde lze ochutnat pokrmy a nápoje z karibských oblastí.

## Zajímavosti
- Karnevalu se každoročně účastní kolem milionu návštěvníků [6]
- Konání akce provázejí vždy silná bezpečnostní opatření, v oblasti konání bývá nasazeno několik tisíc policistů [7]
- V roce 1976, kdy akce nebyla ještě oficiálně povolena, přerostla v rozsáhlé pouliční nepokoje po zásahu policie [8]
- V roce 2018 byly poprvé na hlavních přístupových místech instalovány bezpečnostní brány na odhalování řezných zbraní ("knife arch") [9]
- Úklid po skončení akce zajišťují stovky pracovníků – v roce 2018 bylo shromážděno přes 300 tun odpadků; práce zajišťovalo 200 pracovníků a 30 svozových vozidel,  úklid skončil druhý den ráno, odpad by naplnil 24 londýnských autobusů [10]

## Galerie

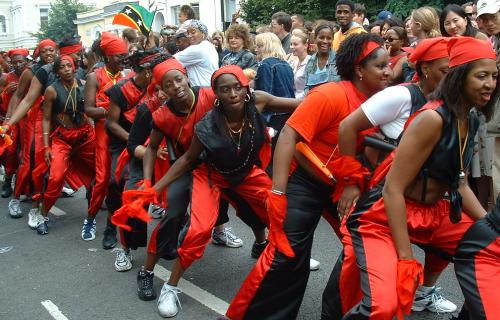
Tanečníci na Ladbroke Grove (2002)
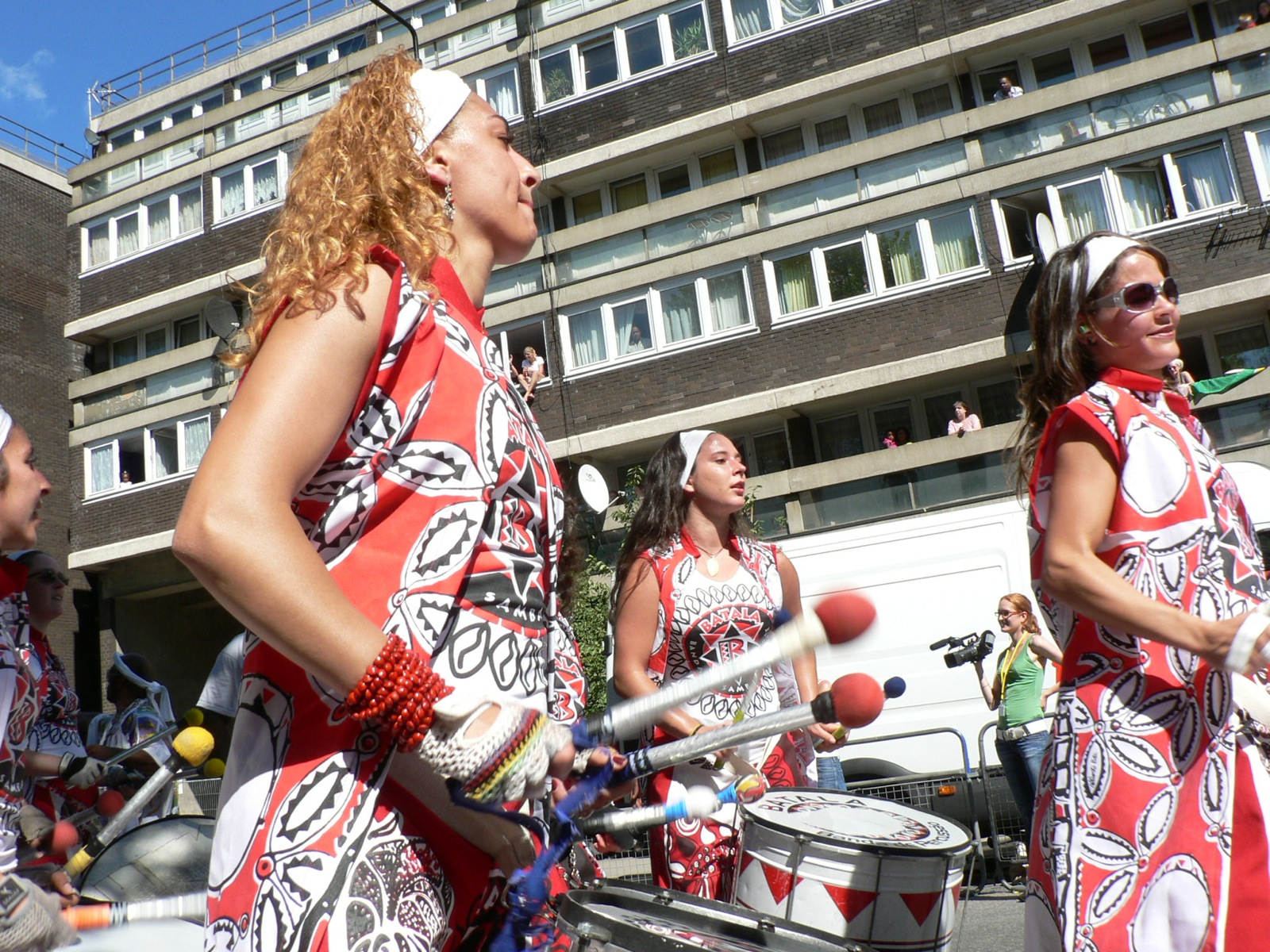
Notting Hill Carnival (2005)
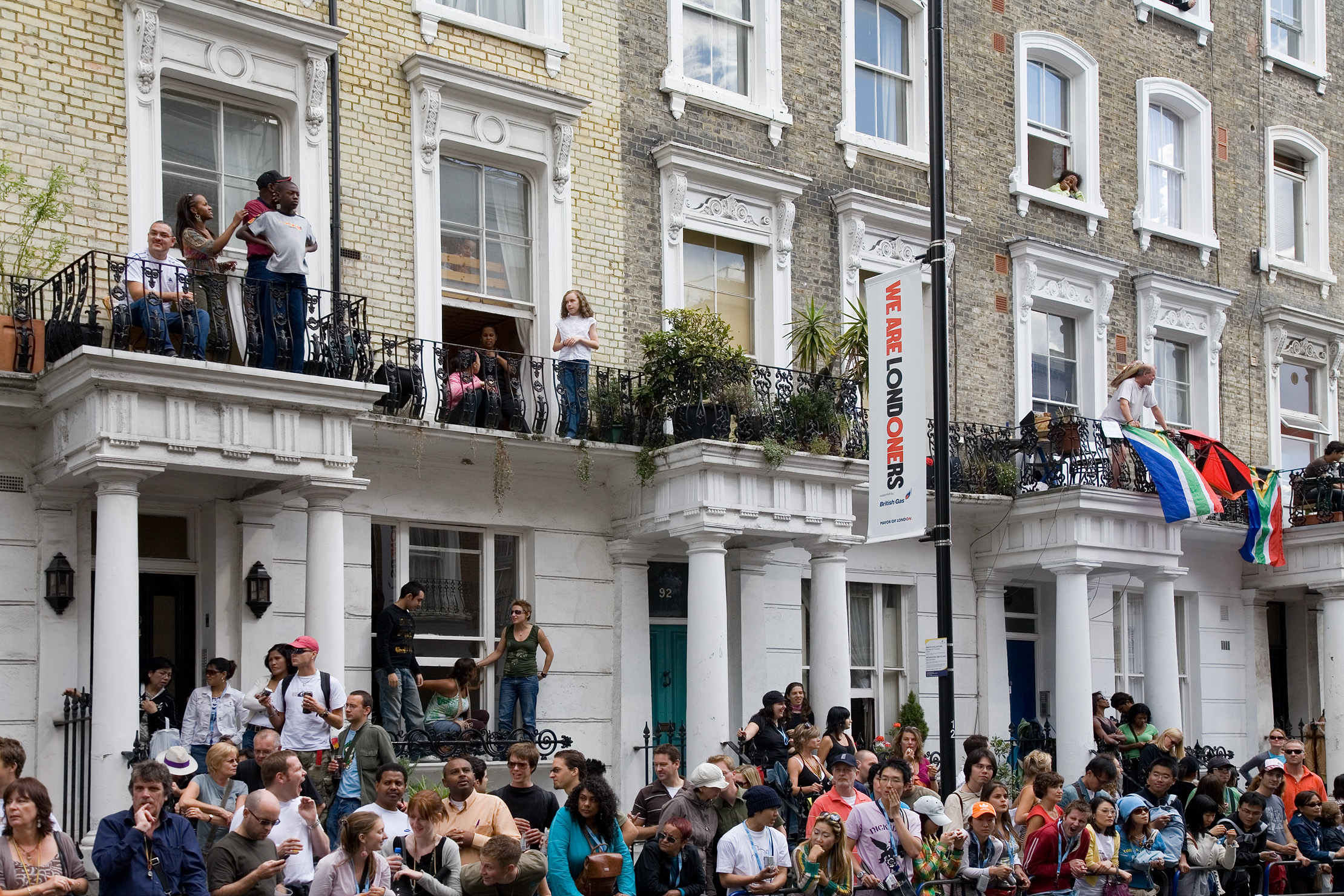
Obyvatelé čtvrti sledují karneval (2006)
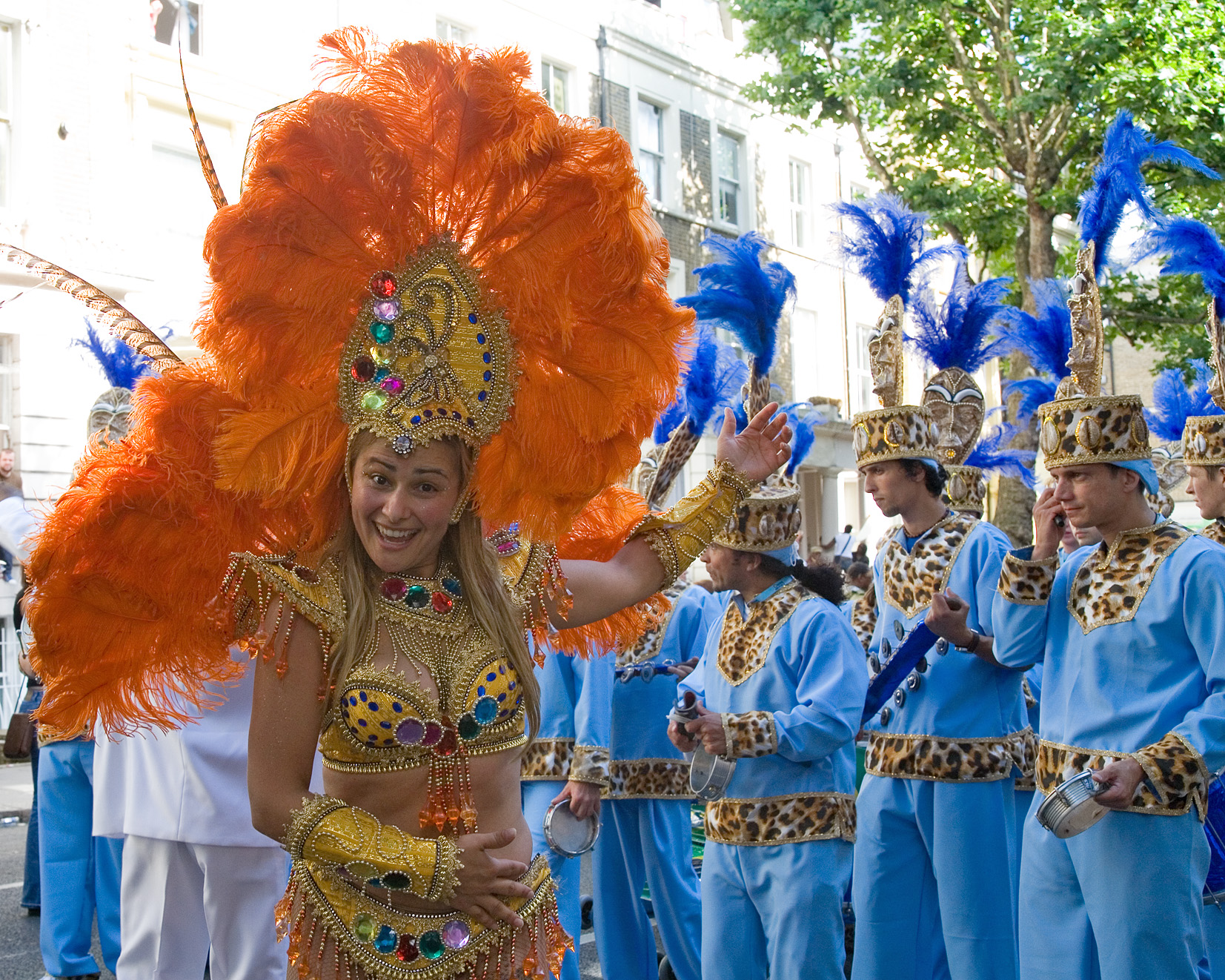
Notting Hill Carnival (2006)
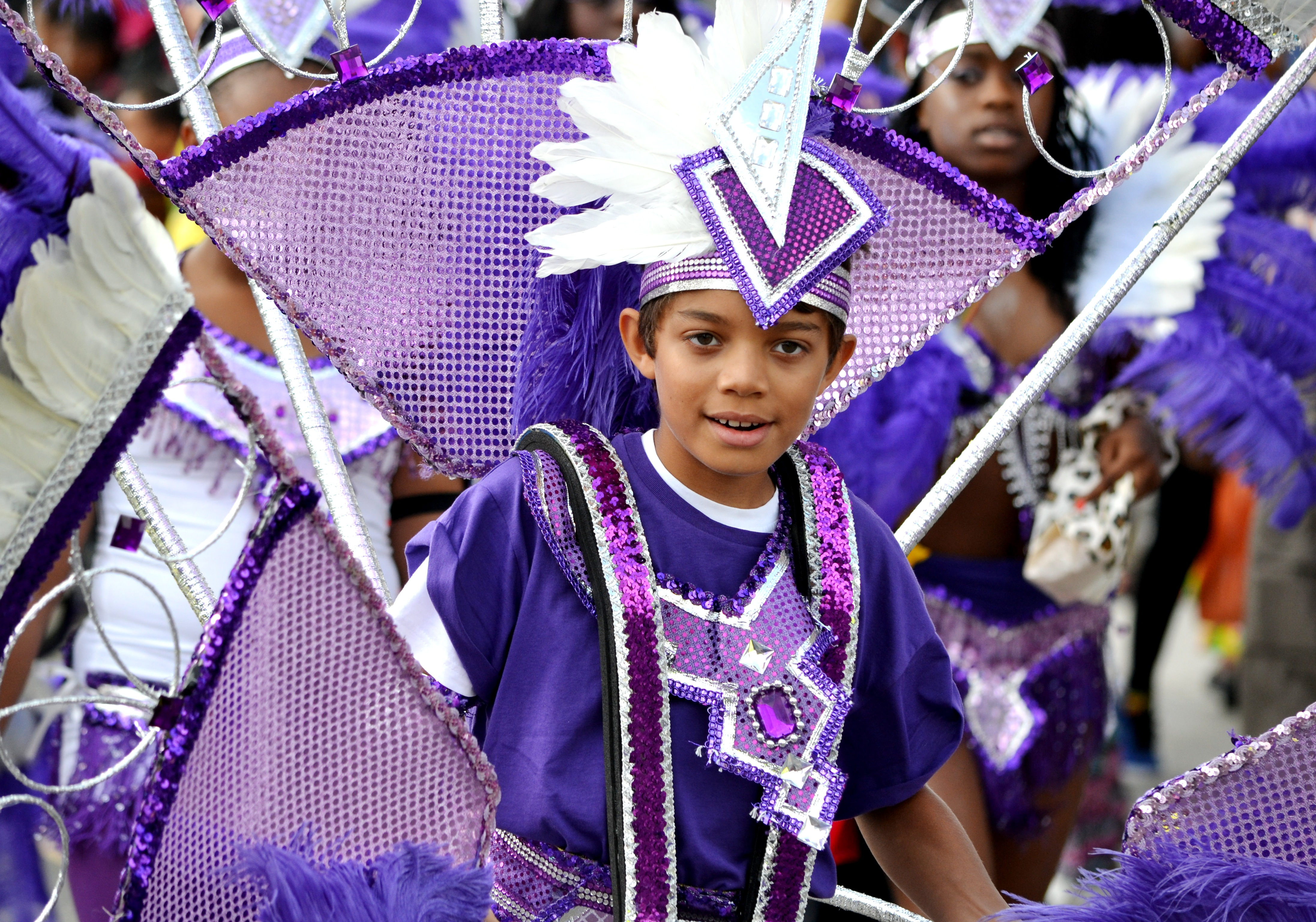
Notting Hill Carnival (2013)
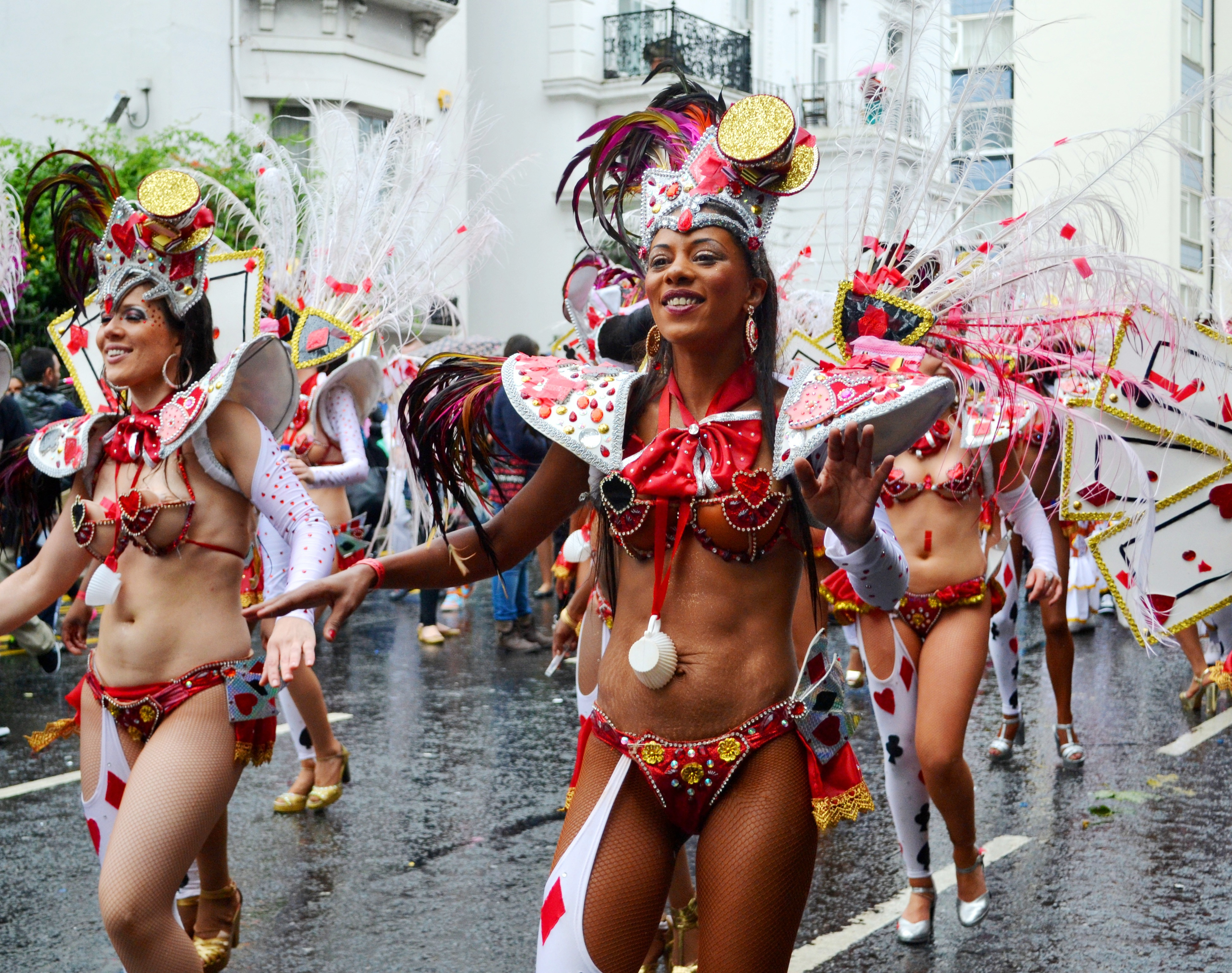
Notting Hill Carnival (2014)
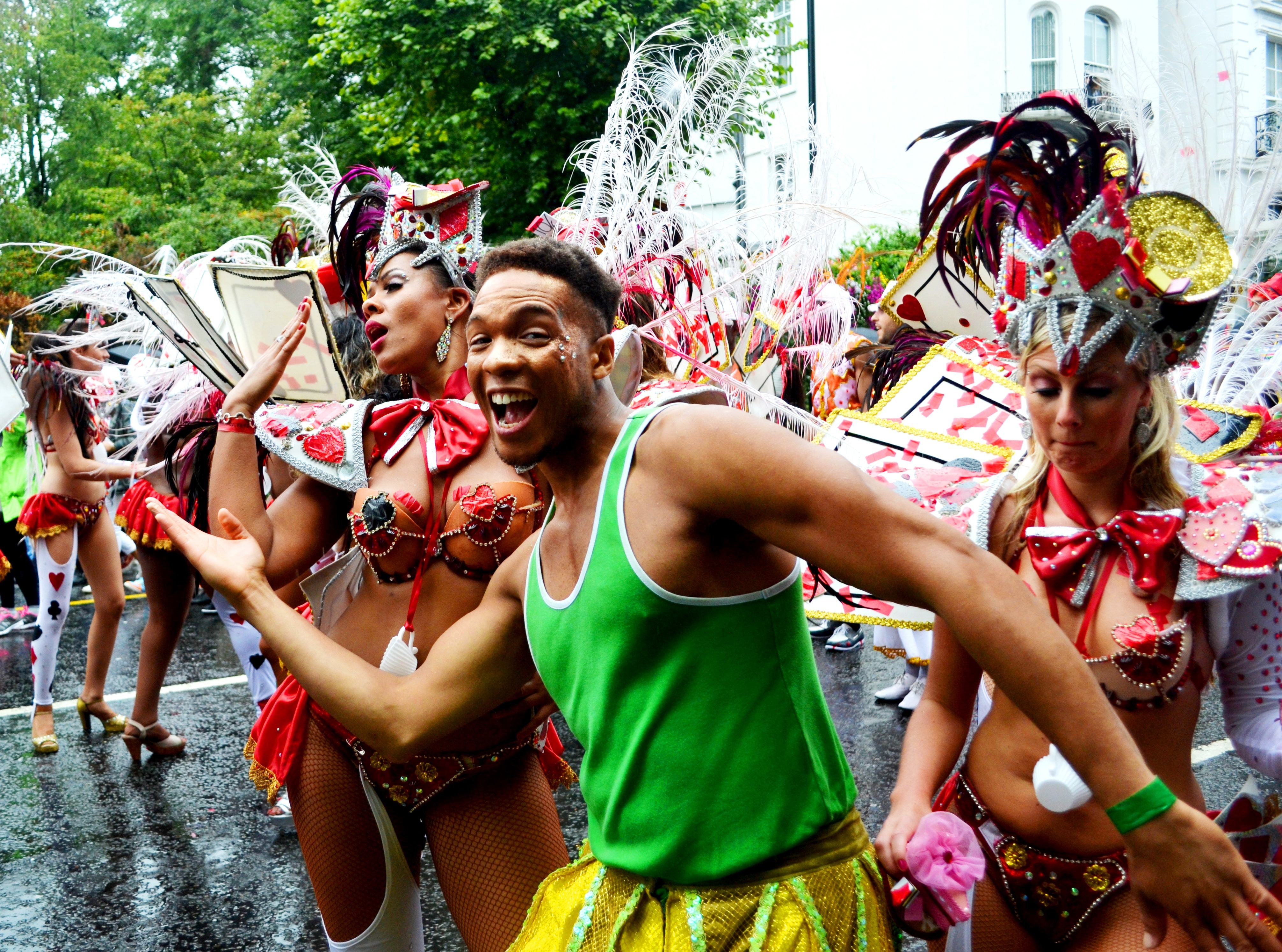
Notting Hill Carnival (2014)
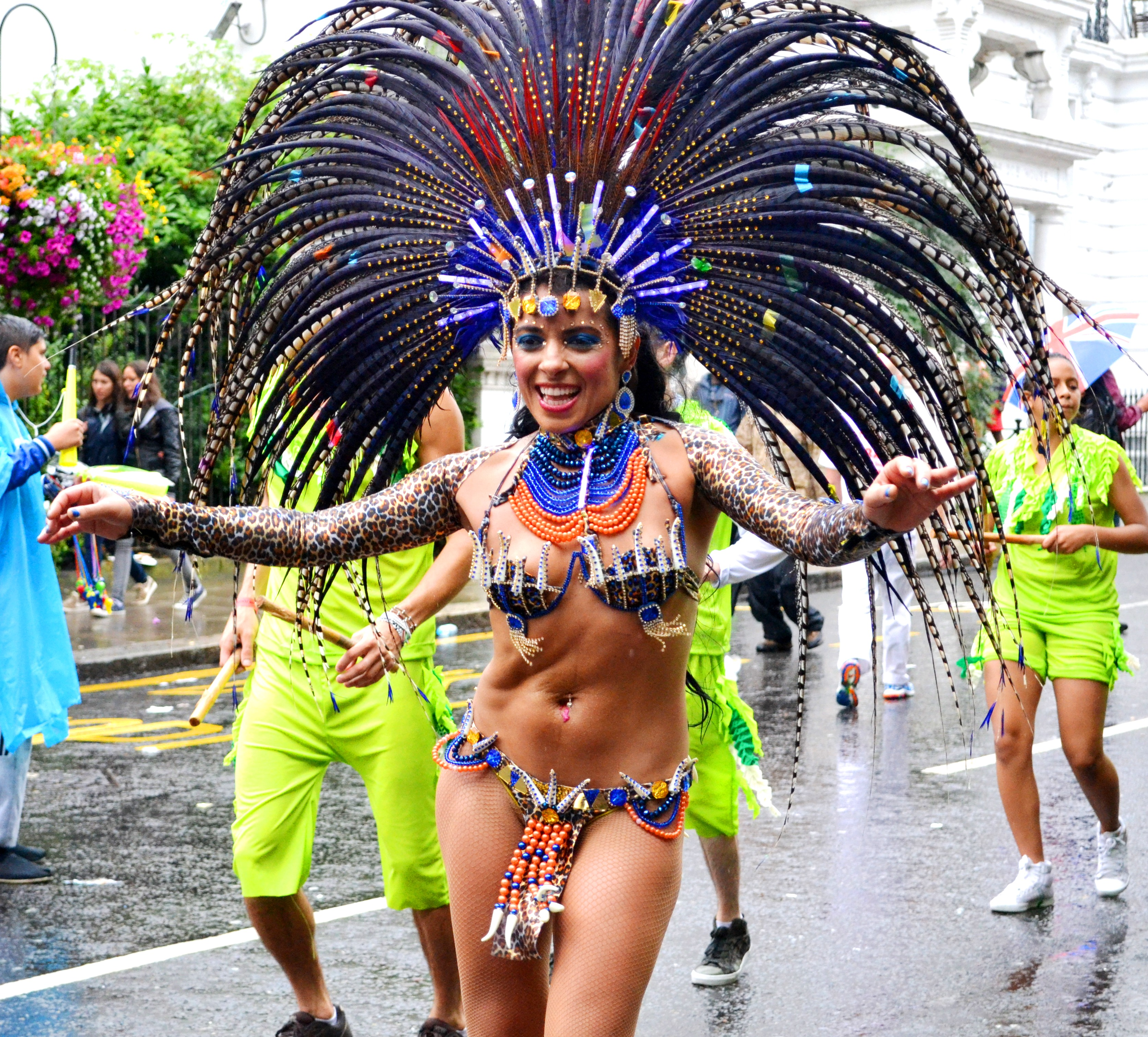
Notting Hill Carnival (2014)
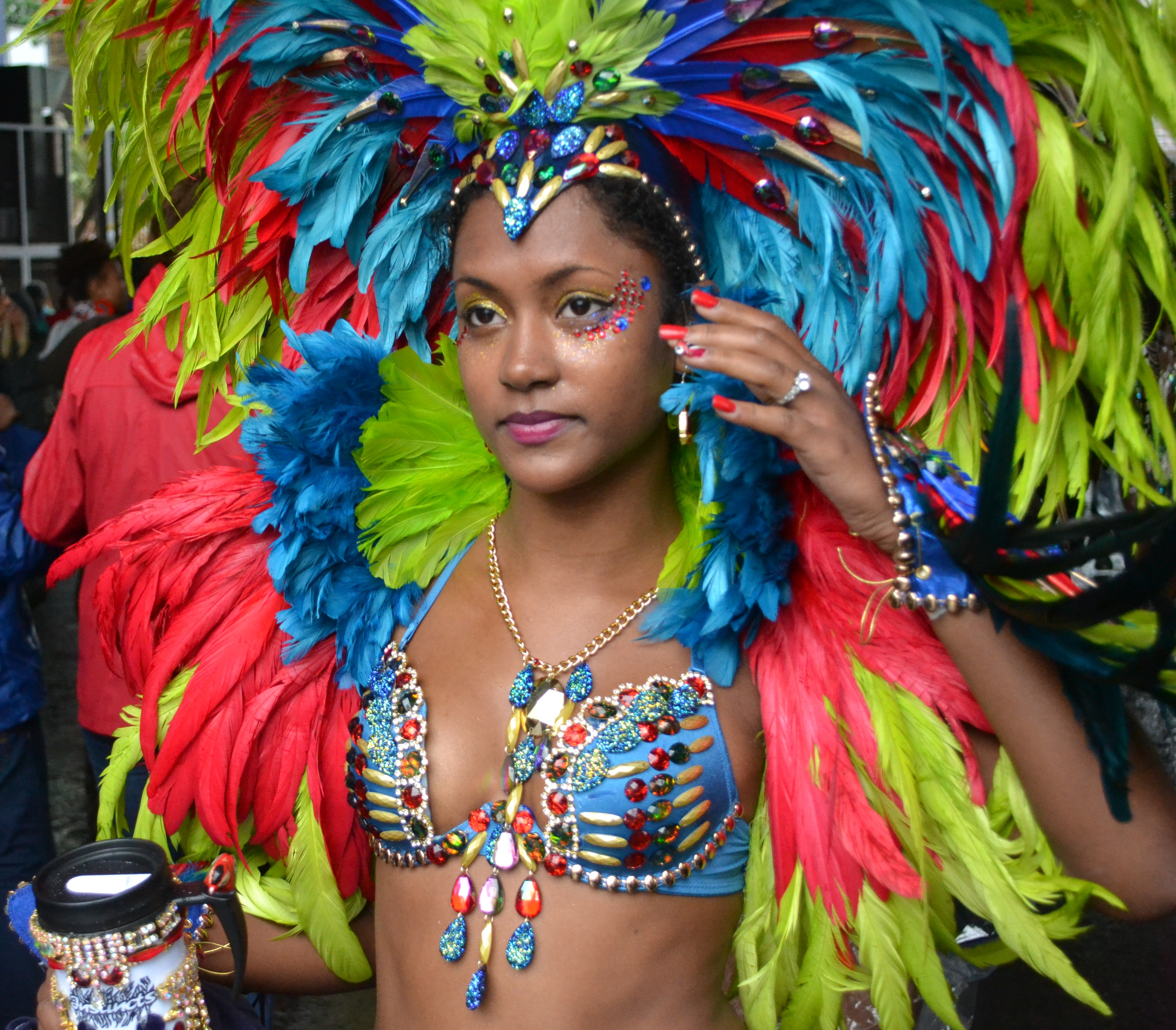
Notting Hill Carnival (2014)
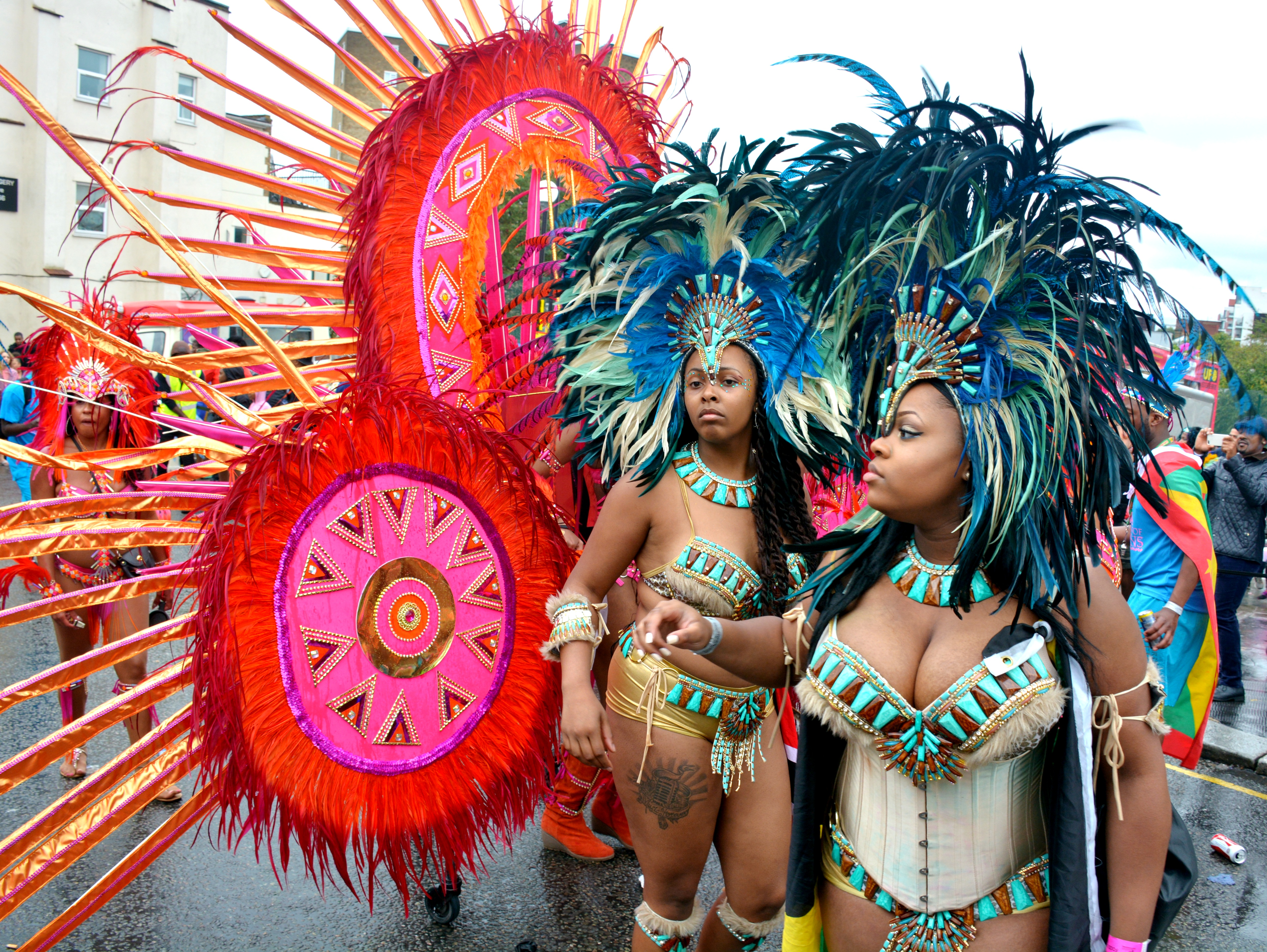
Notting Hill Carnival (2015)
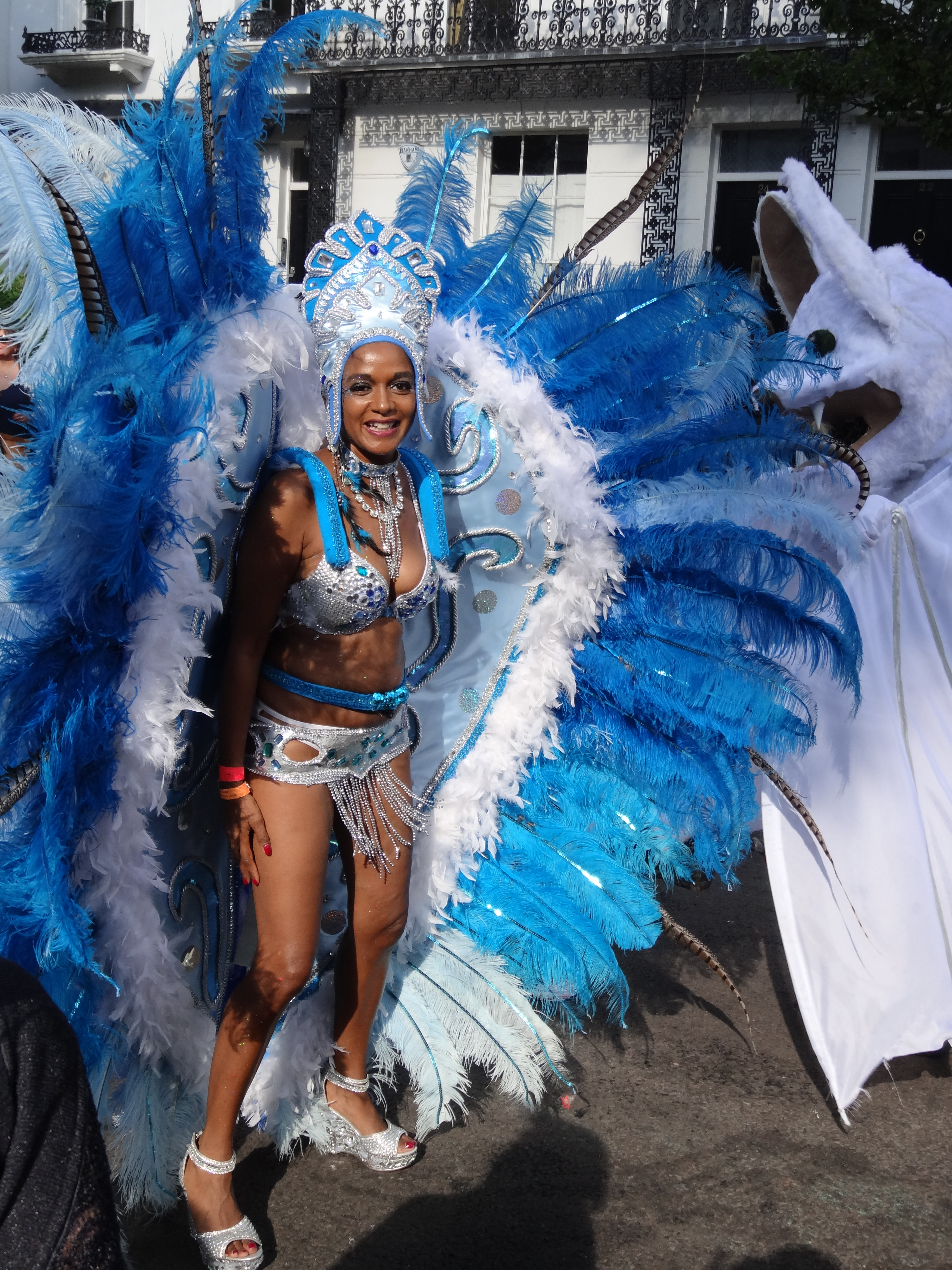
Notting Hill Carnival (2016)
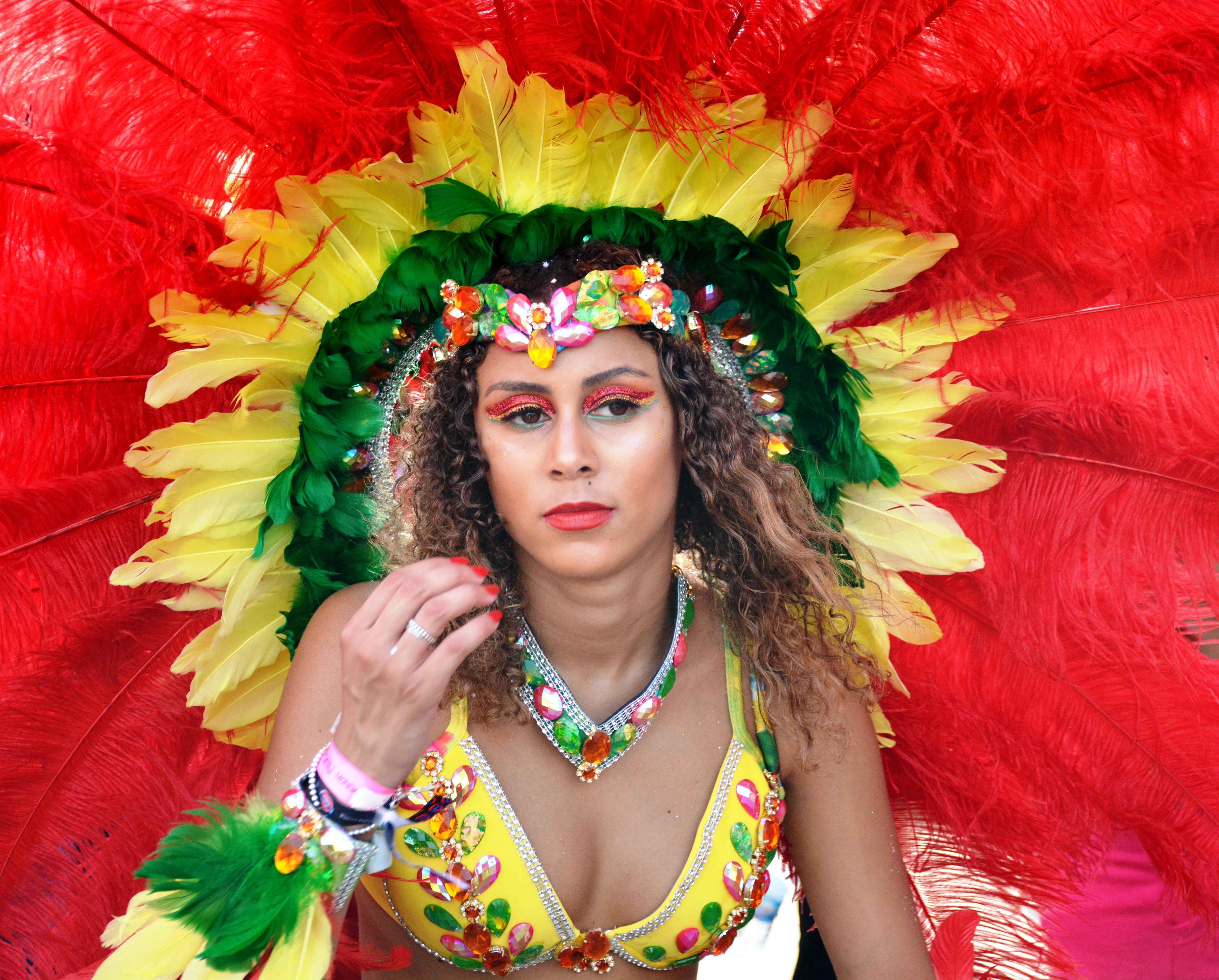
Notting Hill Carnival (2017)
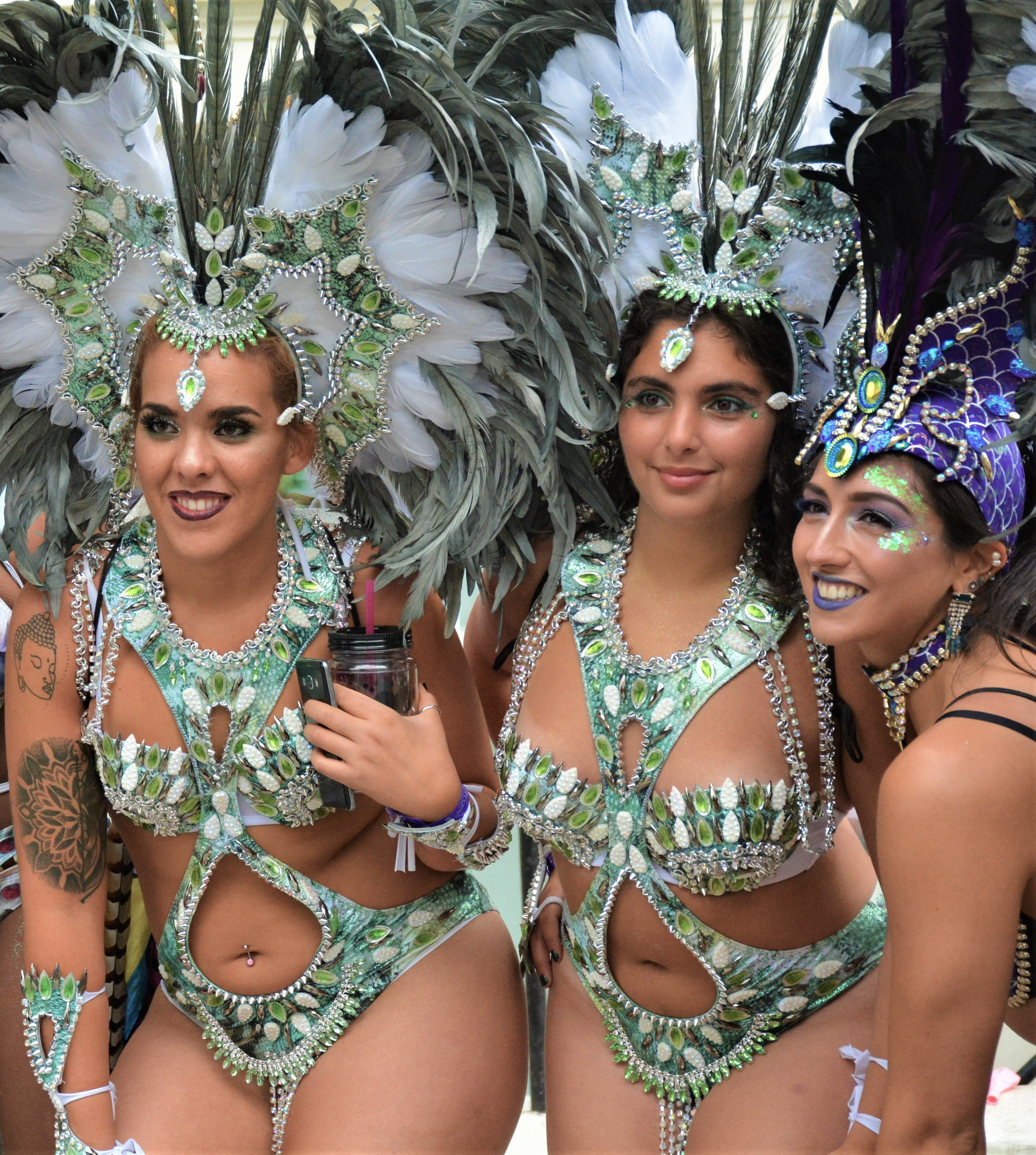
Notting Hill Carnival (2018)
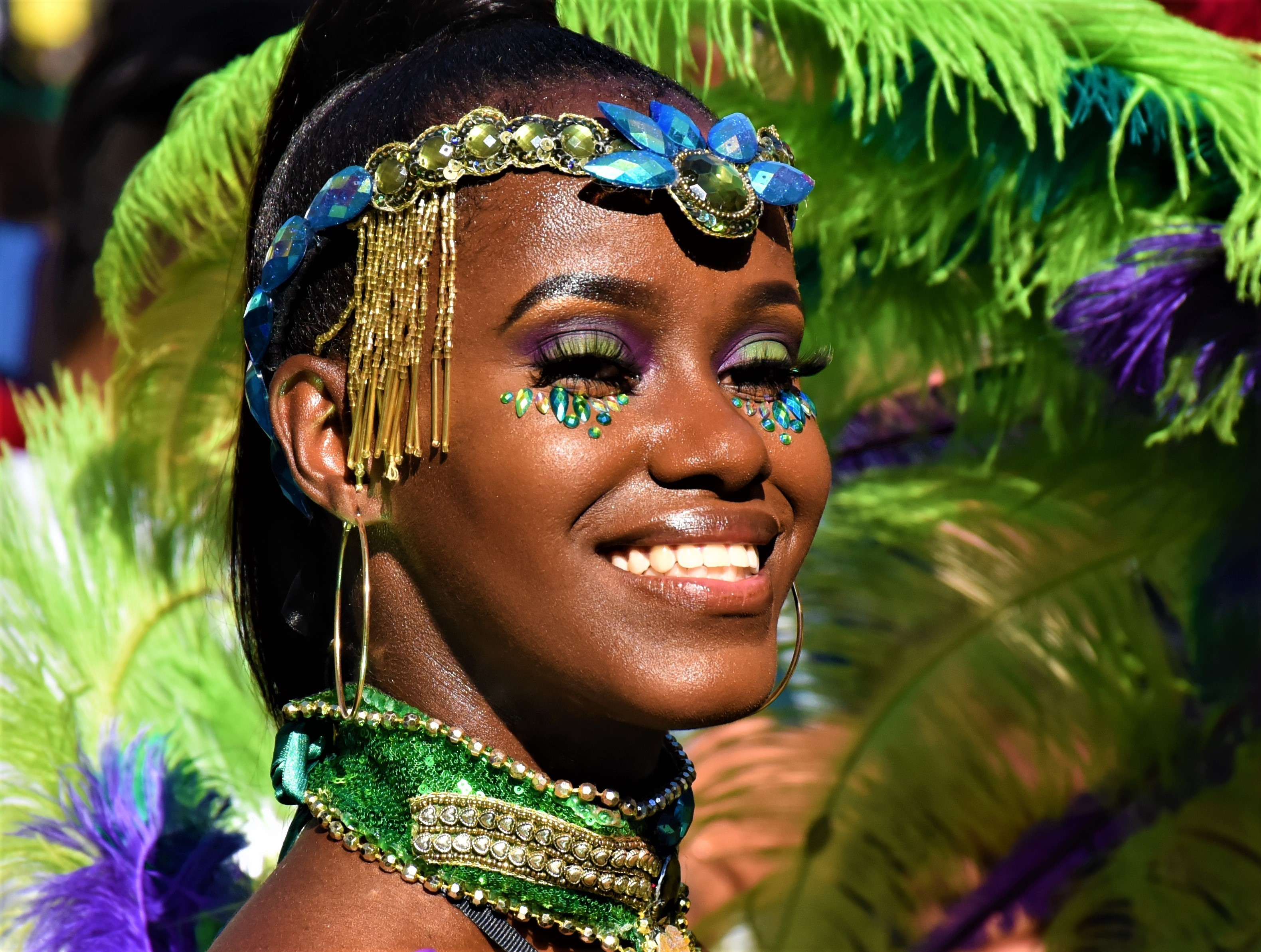
Notting Hill Carnival (2019)